# ایکی کاوازاکی
ایکی کاوازاکی (ژاپنی: 川﨑 一輝؛ زادهٔ ۸ نوامبر ۱۹۹۷) یک بازیکن فوتبال اهل ژاپن است.
از باشگاه‌هایی که در آن بازی کرده‌است می‌توان به باشگاه فوتبال کاماتامار سان‌اوکی اشاره کرد.